# Javesella stali
Javesella stali är en insektsart som först beskrevs av Metcalf 1943.  Javesella stali ingår i släktet Javesella och familjen sporrstritar.
Artens utbredningsområde är Frankrike. Arten är reproducerande i Sverige. Inga underarter finns listade i Catalogue of Life.